# Scythe (jeu)
Vous lisez un « bon article » labellisé en 2023.
Pour les articles homonymes, voir Scythe.
Scythe est un jeu de société pour un à cinq joueurs conçu par Jamey Stegmaier et édité par Stonemaier Games en 2016. Plongés dans une uchronie de l'Europe des années 1920, les joueurs contrôlent des factions qui produisent des ressources, développent des infrastructures économiques et utilisent des mecha dieselpunk pour s'engager dans des combats et contrôler des territoires.
Les joueurs effectuent jusqu'à deux actions par tour en utilisant des plateaux de joueurs individuels, et le jeu se poursuit jusqu'à ce qu'un joueur ait obtenu six étoiles de succès. À ce stade, les joueurs reçoivent des pièces pour les succès obtenus et les territoires qu'ils contrôlent ; le joueur avec le plus de pièces est déclaré vainqueur.
Le développement de Scythe est le résultat d'un financement participatif, Stonemaier Games récoltant plus de 1,8 million de dollars grâce à une campagne Kickstarter. Scythe est salué tant commercialement que par la critique pour son gameplay, sa combinaison de mécaniques d'Eurogame et de combat, son thème et ses illustrations de jeu. Ces dernières sont produites par l'illustrateur polonais Jakub Różalski.
Trois extensions majeures, un spin-off et une version numérique sont ensuite publiés pour le jeu.

## Règles
Scythe se déroule dans une version alternative de l'histoire (ou uchronie) de l'Europe des années 1920 qui vient de sortir de la Première Guerre mondiale et après la chute de la grande cité-état au centre du plateau, l'Usine. Les joueurs représentent différentes factions cherchant à faire leur fortune dans le paysage en cours de réaménagement,. Chacune d'entre elles a des capacités et des pouvoirs propres, ce qui crée une asymétrie en jeu.

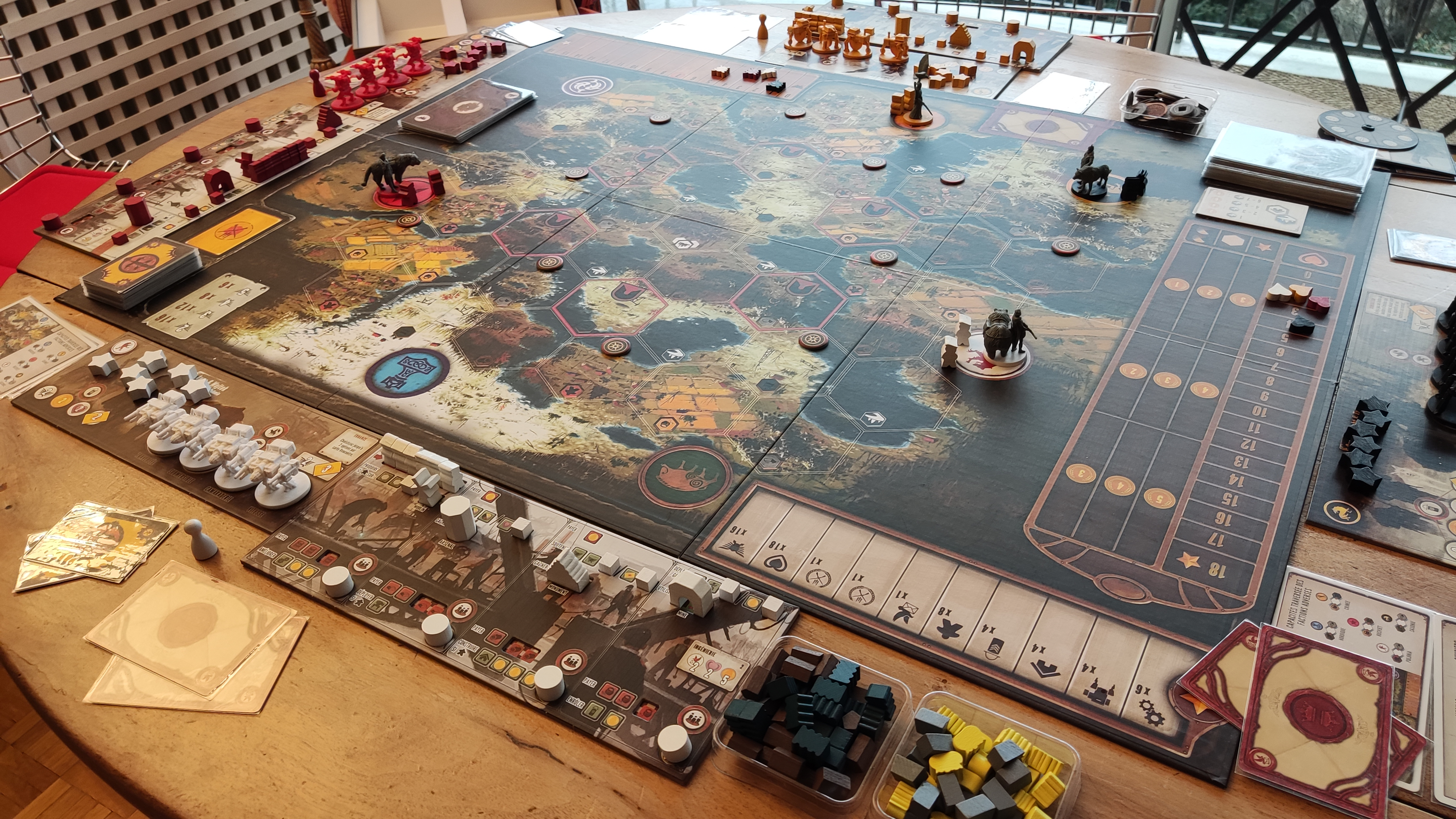
Mise en place d'une partie de Scythe entre la Polonia (en blanc), les Rusviet (en rouge), la Crimée (en jaune), et la Saxonie (en noir).

Les joueurs doivent construire un moteur économique en sélectionnant l'une des quatre actions principales à chaque tour. Chaque action est répertoriée en haut d'un plateau de joueur personnel et les joueurs ne peuvent pas effectuer la même action lors de deux tours consécutifs (à l'exception d'une faction, les Rusviet),. Il peuvent ensuite, s'ils le peuvent et le désirent, effectuer une deuxième action située en-dessous de leur première action sur le tableau de joueur. Chaque joueur dispose d'un plateau de joueur unique, pouvant plus ou moins bien s'inscrire en synergie avec une stratégie donnée ou une faction.
Les actions permettent aux joueurs de déplacer des unités sur le plateau, de commercer ou de produire des biens, de renforcer leur armée, de déployer des unités, d'enrôler des recrues pour des bonus continus ou de construire des structures. Les actions en elles-mêmes peuvent également être améliorées, ce qui les rend soit moins coûteuses à mettre en œuvre, soit plus puissantes lorsqu'elles sont utilisées.

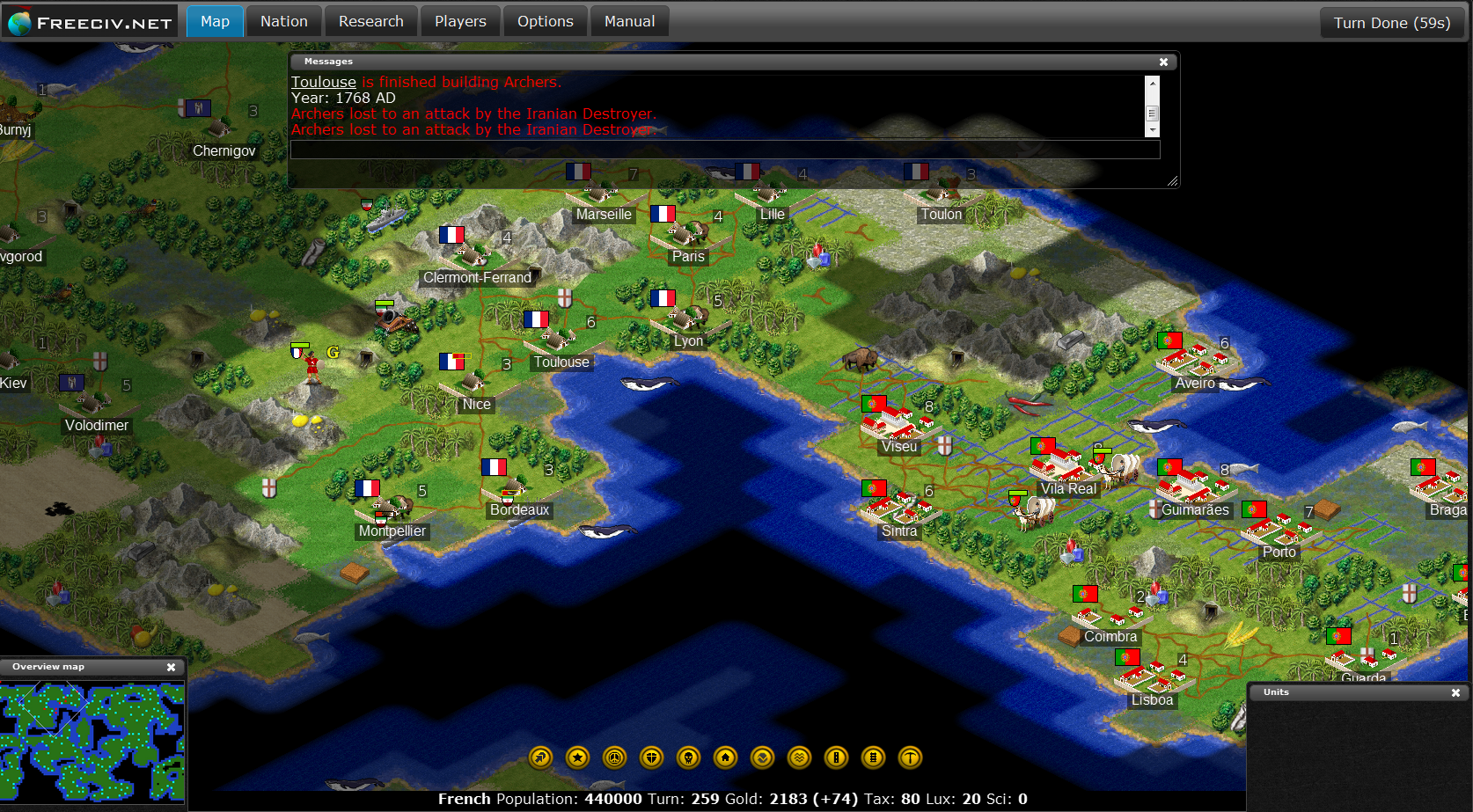
De par son système de jeu, Scythe est comparé aux jeux 4X (ici Freeciv).

Du fait de son système de jeu et de ses mécaniques, il est comparé à un jeu 4X — comme la série de jeux vidéo Civilization —, fondé sur les mêmes quatre grands principes : exploration, expansion, exploitation et extermination, bien que le combat prenne une part relativement plus faible,. Le concepteur du jeu, Jamey Stegmaier, commente à ce sujet dans le livret de règles : « Scythe est tout autant porté sur la menace d'un combat que sur le combat en tant que tel ».
Chaque joueur reçoit six étoiles, qui doivent être placées sur leur plateau de jeu lorsqu'ils atteignent certains objectifs spécifiques, comme le déploiement de leurs quatre unités mecha. Le jeu se termine immédiatement lorsqu'un joueur atteint six objectifs. Les joueurs comptabilisent ensuite l'argent qu'ils reçoivent, leurs réalisations complétées, leurs territoires contrôlés et leurs ressources rassemblées ; les gains sont d'autant plus grands que la faction a de points de popularité à la fin du jeu. Additionné à leur fortune personnelle préexistante, le joueur qui termine le jeu avec le plus d'argent gagne la partie,. Il est ainsi possible que le joueur ayant réalisé son sixième objectif le premier ne remporte pas la partie.

## Matériel
Le jeu de base inclut :
- 2 livres de règles ;
- 1 fiche de Réussites ;
- 5 plateaux joueurs ;
- 1 plateau de jeu ;
- 80 pions ressources ;
- 80 pièces de monnaie ;
- 24 jetons ;
- 6 tuiles bonus Bâtiment ;
- 42 cartes de Combat ;
- 23 cartes Objectif ;
- 28 cartes Rencontre ;
- 12 cartes Usine ;
- 2 roues de Puissance ;
- 5 cartes Traversée ;
- 31 cartes Automate ;
- 5 plateaux Faction ;
- 85 pions de Factions ;
- 20 figurines de Mecha ;
- 5 figurines de personnages ;
- 40 ouvriers ;
- 30 cubes Technologies ;
- 1 guide Démarrage rapide ;
- 5 cartes Démarrage rapide.

## Développement et publication

### Jeu principal
Scythe est conçu par Jamey Stegmaier, le créateur de Stonemaier Games, et est révélé sur la plateforme de financement participatif Kickstarter le 13 octobre 2015. Il s'agit alors de son septième projet de jeu de société. Plusieurs milliers de donateurs contribuent à la campagne dont le résultat final atteint plus de 1,8 million de dollars,. Des copies physiques du jeu sont livrées aux participants à partir de juillet 2016. Le jeu est ensuite diffusé à la Gen Con et dans d'autres magasins de détail le mois suivant.
L'inspiration originelle du jeu vient à Jamey Stegmaier lors d'une consultation du site Kotaku en 2014, où il découvre les illustrations de Jakub Różalski. Le premier propose directement au second de collaborer avec lui au développement d'un jeu, mais Jakub Różalski demande néanmoins de garder les droits d'auteur sur ses illustrations.
Le thème du jeu se situe dans l'univers que Jakub Różalski a créé : « 1920+ », inspiré de la guerre soviéto-polonaise de 1919-1921. En conséquence, le jeu ne devait initialement posséder que deux factions : la Russie et la Pologne. Lorsque les factions d'origine atteignent le nombre de cinq, ils décident de laisser de la place sur le plateau pour deux factions qui seront ajoutées dans une extension mais ne réfléchissent pas à leurs caractéristiques avant la sortie du jeu principal.
Il réalise un certain nombre de tests du jeu (« playtests »), à différents stades du développement. Durant les quatorze mois de développement, plus de 750 sessions de playtesting à l'aveugle sont réalisées. Le créateur demande alors aux participants d'évaluer quantitativement le jeu avec un score maximum de dix, et décrit que « lorsque [qu'il] commence à voir ces évaluations dépasser 8, [il sait] se rapprocher vraiment du but »,. Une première version complète du plateau est créée par Jakub Różalski pour ces tests de jeu, avant d'être mise à jour grâce aux suggestions des joueurs. Les prototypes successifs amènent au concept de plateau de jeu individuel pour représenter les actions, une mécanique inspirée de Terra Mystica. Le système de combat nécessite également plus de trente itérations — soit l'aspect du jeu le plus dur à définir, selon Jamey Stegmaier — et est inspiré de Dune.
Scythe comprend également un automate, un mode de jeu solo conçu par Morten Monrad Pedersen, qui a aussi travaillé sur d'autres jeux de Stonemaier Games tels que Wingspan et Viticulture. Il déclare que la difficulté de concevoir des jeux à un joueur est pour les automates de ressembler à des joueurs humains tout en étant automatisés, ce qui nécessitait « une purge des mécanismes inutiles » pour réduire les temps d'arrêt.

### Style graphique

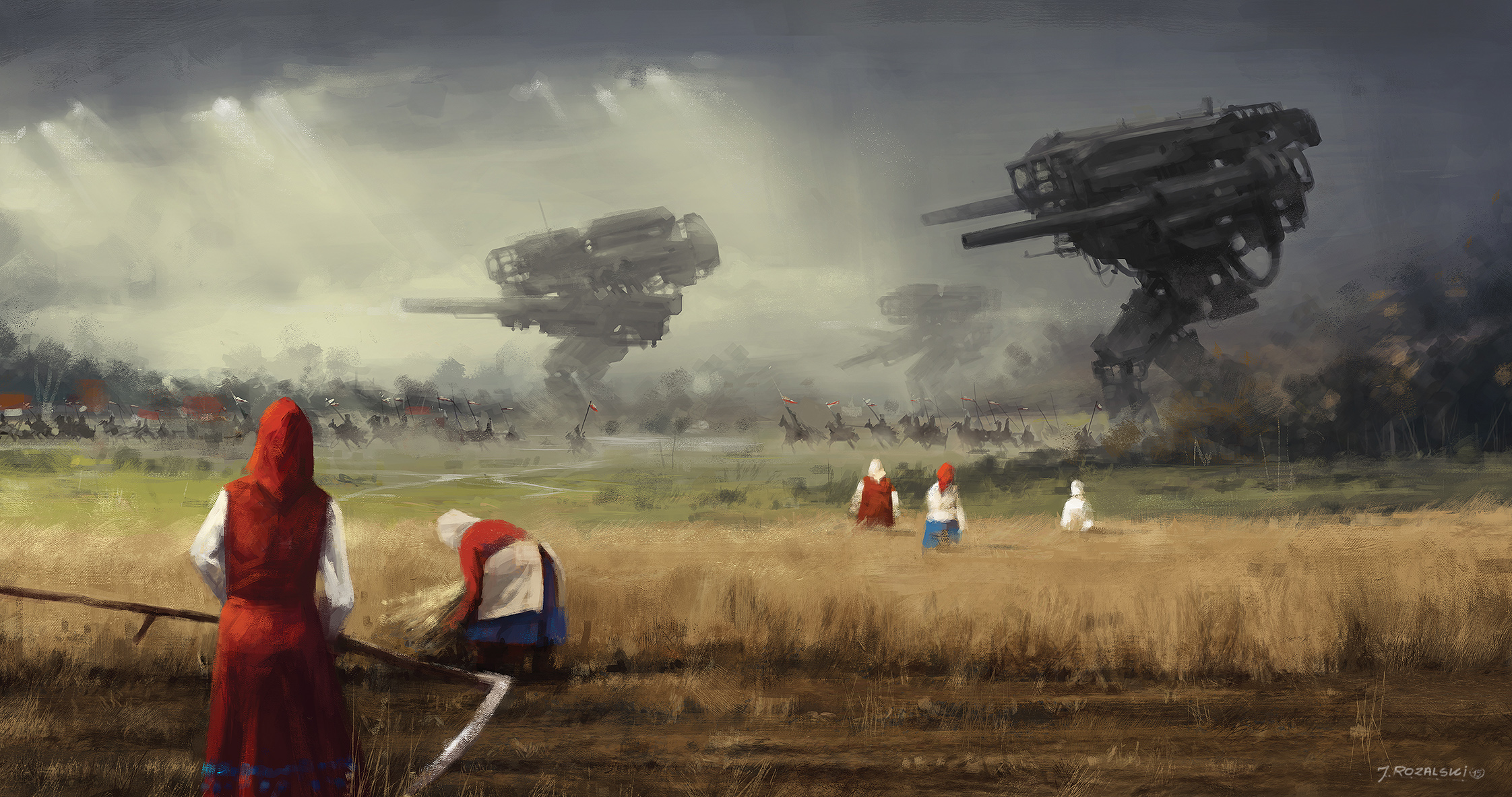
Peinture de Jakub Różalski utilisée comme couverture de la boîte de jeu. On y observe le thème classique des illustrations du jeu avec l'opposition entre des mecha dieselpunk et des civils du début du XXe siècle.

Environ 130 œuvres d'art dans l'univers uchronique du jeu sont illustrées par l'artiste polonais Jakub Różalski,.
Ces illustrations se placent dans son univers « 1920+ »  qu'il réutilisera plus tard dans le jeu vidéo Iron Harvest, et dans son projet artistique Wolfpack. L'intrigue se concentre sur le conflit entre plusieurs nations d'Europe centrale et orientale qui s'est produit au lendemain de la Première Guerre mondiale, et où les combats se font par le biais de mecha dieselpunk. Ceux-ci ont été inventés, dans l'univers fictif du jeu, par Nikola Tesla. Les factions représentées sont les Nordiques, la Saxonie, la Polonia, la Crimée, et les Rusviet (inspirés respectivement de la Scandinavie, l'Empire allemand, la Pologne, l'Ukraine et l'Empire russe),,. L'apparence des mechas en jeu est par ailleurs similaire à des pièces du jeu de figurines Warhammer 40,000.
L'œuvre graphique sert également d'inspiration à Jamey Stegmaier pour la création de certaines cartes d'objectifs,. Dans une interview pour Board Game Authority, Jamey Stegmeir précise : 

« Ce qui m'a vraiment marqué, c'est que bon nombre de ces images montrent des agriculteurs et des villageois interagissant avec les mechas et les soldats, ou coexistant simplement avec eux. Cela a déclenché en moi quelque chose qui me fait penser que c'est ainsi que la guerre, surtout à cette époque-là, se déroulait. Les soldats comptaient fortement sur les agriculteurs pour les nourrir, et les villageois ainsi que les agriculteurs dépendaient des soldats pour les protéger. »

— Jamey Stegmaier
Chaque faction est incarnée par un héros qui apparaît en jeu. Ceux-ci ont une histoire, une apparence et une mascotte uniques et inspirées des ethnies ou régions géographiques desquelles ils sont inspirés. Ceci contribue, selon Paul Booth, à renforcer le sentiment d'uchronie qui caractérise le jeu.
Les scènes de mecha qui contrastent avec des paysages champêtres sont aussi comparées par Barbara Ansaldi dans le magazine Diségno aux travaux de Lebbeus Woods, où des structures architecturales mécaniques se fixent aux bâtiments ou à la nature. Paweł Mączewski, de Vice, estime quant à lui que « si Juliusz Kossak peignait d'énormes robots, Jakub Różalski serait son protégé »,. Ce style de paysage est finalement comparé par Joanna Jasinska de The First News aux peintres polonais de la seconde moitié du XIXe siècle Józef Chełmoński et Aleksander Gierymski.

### Extensions
Scythe reçoit trois extensions majeures.

#### Scythe: Conquérants du Lointain
La première extension, Scythe : Conquérants du Lointain (en version originale : Scythe: Invaders from Afar), est sortie en 2016. Elle ajoute de nouveaux tapis de joueurs et deux nouvelles factions dans le jeu, augmentant dans le même temps le nombre de joueurs pouvant participer à une même partie de cinq à sept sur le plateau de jeu d'origine,. Les nouvelles factions sont Albion et Togawa (inspirées respectivement du Royaume-Uni et du Japon).

#### Scythe: Stratège des Cieux
La deuxième extension, Scythe : Stratège des Cieux (en version originale : Scythe: The Wind Gambit), est sortie en 2017, mettant en vedette des dirigeables et ajoutant des conditions de fin de jeu variables au jeu de base,.
Elle reçoit des éloges critiques pour ses nouvelles conditions de victoire, mais les dirigeables sont critiqués pour n'offrir qu'un attrait limité au fur et à mesure que le jeu progresse.

#### Scythe: Le Réveil de Fenris
Scythe : Le Réveil de Fenris (en version originale : Scythe: The Rise of Fenris) est publié en 2018 en tant que troisième extension de Scythe. Elle introduit une campagne de huit épisodes, deux nouvelles factions (Fenris et Vesna), un mode coopératif et une variante multijoueur de l'automate,.
Elle reçoit également des critiques positives. Pour Polygon, Charlie Hall fait l'éloge du scénario, des illustrations et des améliorations de la rejouabilité fournies par l'extension, tandis que Travis Williams, pour Tech Raptor, décrit la campagne comme « savoureuse, excitante, mémorable et, surtout, extrêmement amusante ».
L'extension, en particulier son système de campagne, fait l'objet d'une analyse de la part du ludologue Paul Booth dans son ouvrage intitulé Board Games as Media. Il aborde notamment les interactions entre un univers uchronique et les prises de décision des joueurs dans un contexte caractérisé par une « idéologie de la compétition ».

#### Packagespromotionnels
En dehors des extensions traditionnelles, Stonemaier Games diffuse plusieurs modules promotionnels pour le jeu.
Scythe Encounters, publié en décembre 2018, comprend un ensemble de 32 cartes de rencontre promotionnelles conçues principalement à partir de propositions de fans,. Scythe Modular Board, qui modifie le plateau du jeu, sort en juillet 2019,. Fin 2020, Scythe Complete Rulebook sort ; il est compilé par Matt Griepp et Brittany Griepp, et combine les règles du jeu de base et celles des extensions.

### Versions alternatives

#### My Little Scythe
En 2017, Stonemaier Games publie un spin-off autonome pour Scythe. Conçu par Hoby et Vienna Chou et intitulé My Little Scythe. Initialement un projet de fan, il reçoit le Golden Geek Award (ou « Geek d'or ») du site BoardGameGeek 2017 pour le meilleur jeu en print and play,. Le jeu est inspiré par Scythe et comporte des mécaniques similaires, mais est repensé et simplifié pour une expérience plus décontractée et familiale. Initialement, les concepteurs désiraient incorporer la franchise My Little Pony, mais le projet est abandonné en raison d'un défaut d'accès à la licence. Une extension ajoutant deux nouvelles factions et des dirigeables, intitulée My Little Scythe: Pie in the Sky, sort en juin 2020.
Dans une critique Tech Raptor, Travis Williams fait l'éloge de l'accessibilité, des mécaniques utilisées, de la durée d'une partie et des composants du jeu,. Ce sentiment est repris par Charlie Hall pour Polygon, qui salue également l'accessibilité et la mécanique du jeu. Michał Szewczyk de Rebel Times conclut que le jeu est une version certes simplifiée mais bien exécutée de Scythe, reliant le monde des jeux de société sérieux et celui des jeux familiaux.

#### Scythe: Digital Edition
En 2018, Scythe: Digital Edition, un jeu vidéo, est publié par Asmodee Digital en tant qu'adaptation numérique de Scythe. Il sort le 5 septembre 2018 sur Steam pour PC, aussi bien pour MacOS et Windows,. En 2020, une version mobile est publiée et rendue disponible en téléchargement sur iOS et Android. Iron Harvest, un jeu de stratégie en temps réel inspiré de l'univers de Scythe, sort également en septembre 2020. Il est bien accueilli pour ses illustrations et son cadre thématique,,.
Cette version numérique est testée dans le cadre d'une étude sur la ludification par Thorston Kodalle en 2022. Celui-ci note que Scythe: Digital Edition ouvre des opportunités en permettant une performance de jeu accrue et des parties plus rapides. Toutefois, cela vient avec l'inconvénient d'une réduction de l'adaptabilité de jeu et du contrôle sur la partie.

### Suite
En février 2023, Jamey Stegmaier et Jakub Różalski annoncent s'associer à nouveau pour créer Expeditions, un jeu de société faisant office de suite indépendante de Scythe où l'action se déroule en Sibérie et en Europe de l'Est,.
Le jeu sort finalement en septembre 2023 et est notamment jugé par Samantha Nelson, pour IGN, comme un « digne successeur de Scythe ».

## Accueil

### Jeu de plateau

#### Critiques
Scythe reçoit un accueil très positif de la part des critiques de jeux de société, qui louent notamment ses mécaniques de jeu, son gameplay et ses illustrations. Il est répertorié comme l'un des meilleurs jeux de 2016 par plusieurs critiques, dont William Herkewitz de Popular Mechanics, Aaron Zimmerman d'Ars Technica, Tomasz Sokoluk de Rebel Times et Peter Jenkinson du Daily Telegraph,,,. Plusieurs années après sa sortie, Scythe apparaît sur une liste de The Wirecutter, du New York Times, des meilleurs jeux de société. La journaliste Alex Arpaia note notamment « l'immense profondeur stratégique » du jeu et « sa belle esthétique avec une rencontre du monde steampunk et d'une idylle pastorale »,.
Le critique Aaron Zimmerman le décrit comme un « jeu de société profond, déroutant et interactif de style Eurogame ». Il salue aussi la nature complémentaire de la structure de tour simple avec la mécanique de construction Eurogame du moteur économique. Ce sentiment est repris par Matt Jarvis de Tabletop Gaming, qui fait l'éloge de l'équilibre entre la profondeur et l'accessibilité du jeu, des tapis de joueur « intelligemment conçus », et du mécanisme de rencontre aléatoire qui, selon lui, « complète l'univers du jeu » tout en donnant plus de liberté de décision au joueur.
Les critiques soulignent particulièrement l'utilisation par Scythe à la fois de la gestion des ressources de style Eurogame et des mécanismes de combat que l'on trouve surtout dans les jeux de société de style américain. Zimmerman compare la simplicité du combat aux systèmes de Kemet et Dune, le décrivant comme un « exercice tendu », mais note également la relative rareté des combats dans une partie. Matt Jarvis fait l'éloge du système de combat « rapide et hautement stratégique », mais constate que c'est surtout la production de ressources qui est essentielle à la victoire. Luke Plunkett de Kotaku observe aussi que la gestion des ressources et la construction sont plus importantes pour parvenir à la victoire que le combat.
Les illustrations et l'univers développé par Różalski reçoivent des éloges de la part des critiques, Charlie Hall de Polygon reconnaissant l'utilisation par le jeu des œuvres comme noyau thématique pour les cartes d'objectif ou de rencontre et déclarant que chaque carte « est un trésor ». Le rédacteur en chef de PC Gamer, Jonathan Bolding, salue la qualité artistique, notant que « les cartes présentent des scènes fascinantes de la vie agraire juxtaposées à des mechas dieselpunk fumants et des machines de guerre »,. Pour Dicebreaker, Alex Meehan relève que les illustrations montrent à la fois le décor de la guerre et ses « conséquences sur les gens ordinaires ». Elle conclut que c'est « un énorme attrait pour les joueurs à la recherche d'un jeu avec un cadre saisissant »,. Tomasz Sokoluk déclare que l'élément le plus distinctif du jeu est le style artistique de Różalski, qui a contribue à la popularité médiatique pour le jeu avant même ses débuts.
L'adversaire artificiel solo, l'automate, est aussi bien accueilli. Luke Plunkett fait l'éloge de cette fonctionnalité comme un « excellent moyen d'apprendre les ficelles du métier avant de réunir une équipe », mais note qu'il y avait des différences majeures entre les modes solo et multijoueur du jeu. Travis Williams de Tech Raptor est du même avis, affirmant que l'automate est bien conçu et louant sa pertinence en tant que faction non-joueur dans les jeux multijoueurs.
Le Monde loue la qualité des pièces, commentant qu'il « est rare qu’une boîte, un plateau, le matériel donne autant envie d’être manipulé », mais critique l'équilibrage de l'asymétrie entre les factions.

#### Ventes

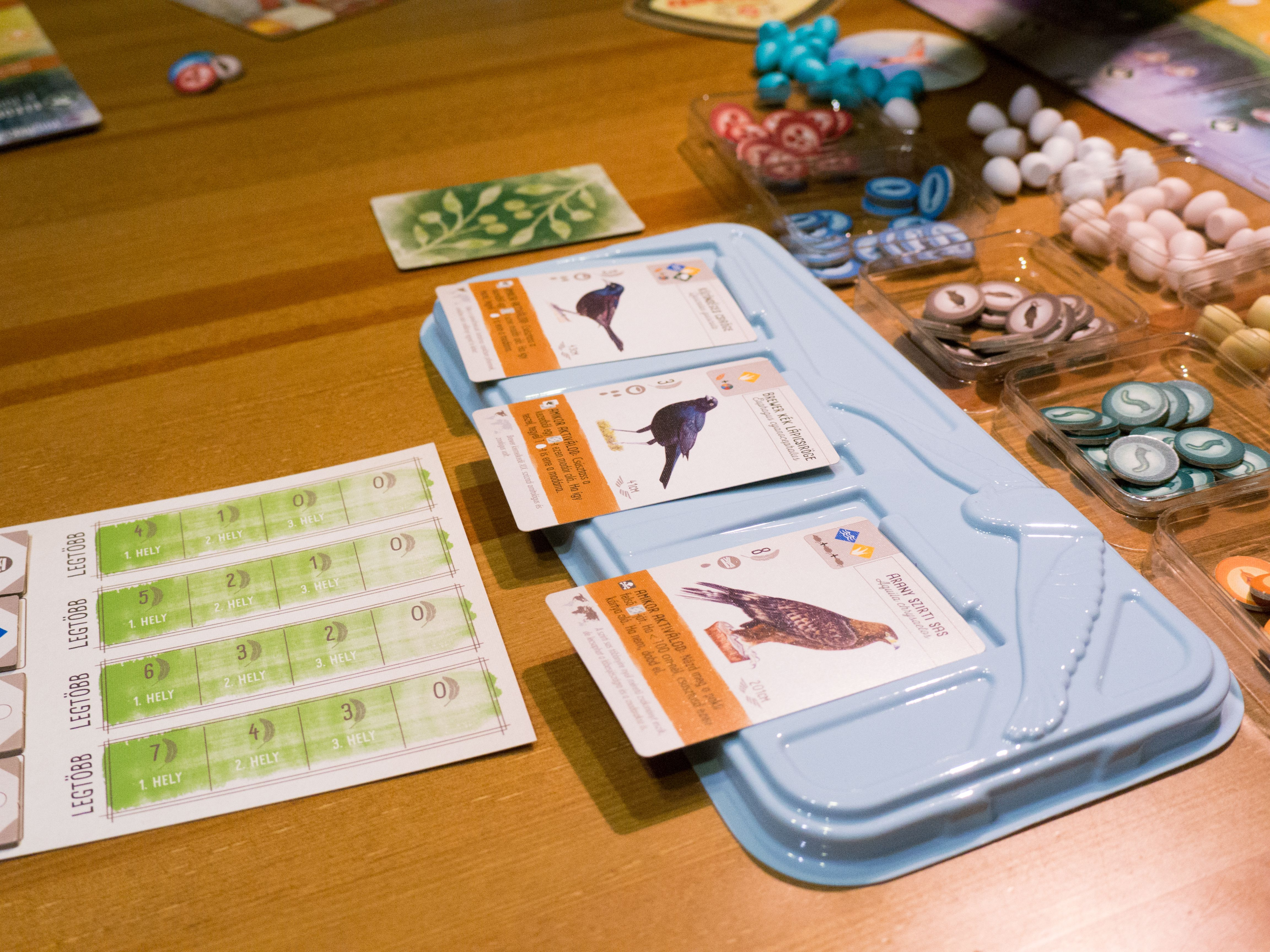
Scythe est le jeu le plus vendu de Stonemaier Games jusqu'à ce que Wingspan le dépasse.

Le jeu est aussi bien accueilli commercialement : en avril 2021, Stonemaier Games annonce avoir vendu plus de 382 000 exemplaires. Scythe est le jeu le plus vendu de l'éditeur jusqu'en 2020, lorsque Wingspan le dépasse.

#### Récompenses
Scythe reçoit quatre Golden Geek Awards (ou « Geek d'or ») de BoardGameGeek en 2016, dans les catégories « jeu de l'année », « meilleur jeu pour joueurs confirmés », « meilleur graphisme » et « meilleur jeu solo », tout en se classant deuxième pour le plus innovant.
Le jeu est aussi récompensé par le Tric Trac d'or 2016, le Swiss Gamers Award 2016et l'As d'or Jeu de l'année 2017 dans la catégorie « Expert ». Il fait par ailleurs partie de la sélection du Diamant d'or 2017.
Les extensions du jeu sont aussi primées, Scythe : Stratèges des cieux recevant le prix de la meilleure extension en 2017, et Scythe : Le Réveil de Fenris faisant de même en 2018.

### Édition numérique
Scythe: Digital Edition reçoit des critiques majoritairement positives lors de sa sortie sur Steam d'après l'agrégateur de critiques Metacritic, même si aucun Metascore n'est attribué en raison d'un trop faible nombre de critiques. Calvin Wong Tze Loon de PC Gamer encense le tutoriel, les mécanismes, les visuels et la bande sonore ; il conclut que le jeu est « évocateur, intelligent et gratifiant ». Keith Law d'Ars Technica fait aussi l'éloge des visuels, de l'adaptation et de l'engagement, mais critique le prix de 20 dollars, qu'il juge trop élevé, ainsi que la complexité du tutoriel.
Dans une critique mitigée, CD-Action note la similitude du jeu avec le jeu de société original, déclarant que « son plus grand mérite aux yeux des puristes est sans doute aussi son plus gros défaut - Scythe: Digital Edition n'offre rien que le jeu de société original n'a pas »,. Destructoid commente toutefois que « la possibilité de faire plusieurs parties en peu de temps est le point fort de l'adaptation. C'est comme un entraînement pour le vrai jeu », notant une synergie entre l'expérience numérique et sur table.